# Владимировка (Таращанский район)
Владимировка (укр. Володимирівка) — село, входит в Таращанский район Киевской области Украины.
Население по переписи 2001 года составляло 511 человек. Занимает площадь 3,063 км².

## Местный совет
09514, Київська обл., Таращанський р-н, с. Володимирівка (укр.)